# 李武 (农学家)
李武（1954年9月—），男，汉族，北京人，中华人民共和国政治人物，北京市农林科学院蔬菜研究中心副主任、北京市政府专家顾问团顾问，第十一届全国政协委员。

## 生平
2008年，当选第十一届全国政协委员，代表无党派人士，分入第十四组。并担任提案委员会专委。2018年1月，当选第十三届全国政协委员。